# Sarah Ayton
Pour les articles homonymes, voir Ayton (homonymie).
Sarah Ayton, née le 9 avril 1980 à Ashford, est une navigatrice britannique qui a gagné deux médailles d'or en catégories Yngling aux Jeux olympiques. Elle est l'ex-femme de Nick Dempsey.

## Carrière
Ayton remporte la médaille d'or en classe Yngling aux Olympiques de 2004, avec Shirley Robertson et Sarah Webb. Quatre ans plus tard, elle obtient une nouvelle médaille d'or en classe Yngling aux JO 2008 avec Sarah Webb et Pippa Wilson. 